# 목축

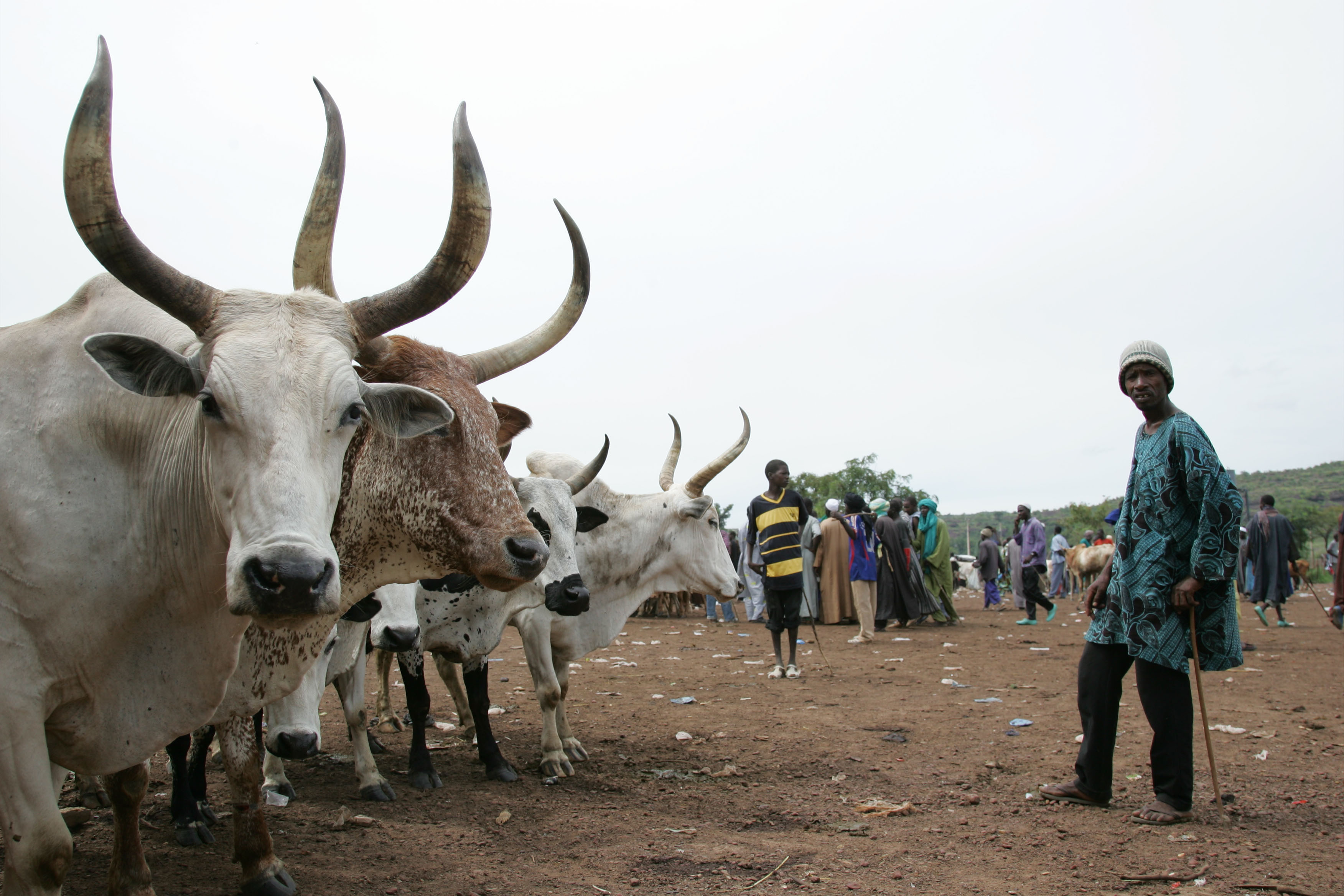
말리

목축(牧畜, Pastoralism)은 소와 양, 염소 등의 가축을 인위적으로 양육하고 수를 늘려 그 젖이나 고기를 생계로 하는 것을 말한다.

## 농경목축
팔레스티나의 나투프 문화, 이라크의 팔레가우라 문화는 중석기시대의 문화에 속하며 농경목축의 개시 이전 단계에 있다. 거기서는 야생의 곡물 수확, 후에 가축이 되는 동물의 수렵이 행해졌다. 드디어 인류는 토지를 경작하여 곡물을 재배하게 되었다. 최초로 농경을 실시한 지역은 북이라크의 산악지대이다. 재배된 곡물은 보리·밀·에메르 밀(Emer 小麥)이다. 야생의 보리는 북아프리카, 팔레스티나, 소아시아, 트란스코카서스, 아프가니스탄에 분포했고, 밀은 발칸 반도, 크림반도, 소아시아에 야생했으며, 에메르 밀은 팔레스티나와 이란에 야생하고 있었다. 북이라크의 최초 농민은 이러한 품종을 서서히 개량해 나갔다. 곡물은 탄수화물을 많이 함유하며 영양가가 매우 높고 오래 저장할 수 있을 뿐 아니라 한 낟알로 몇십 배나 수확할 수 있다. 또한 경작에 요하는 노력이 적게 들었다. 천재지변이 일어나지 않는 한 농민은 기아 상태에서 구제되었다. 농경구(農耕具)로서 중앙에 구멍을 뚫은 둥근 돌(막대에 꽂아서 찍는다.)이나 마제(磨製) 돌도끼가 발명되고, 아스팔트로 뭉친 낫, 곡물을 제분하기 위한 돌절구, 돌공이도 제작되었다. 당시의 농경은 천수(天水)에 의지하고 있었다. 농경과 함께 목축이 행해졌는데, 사육된 동물은 양·염소·돼지·소 등의 유제류(有蹄類)의 동물이었다. 이러한 동물의 고기·젖은 식용으로, 피혁·털은 의복으로, 똥은 비료로서 유용했다. 더욱이 이러한 동물은 양순하여 사람을 따르기 쉬운 성질을 가졌고, 풀이나 곡물, 인간이 먹고 남은 것을 먹이로 할 수 있었다. 최초의 목축은 야생 동물을 길들인 것들이다. 야생의 양은 튀르키예에서 이란에 이르는 산악지대에 존재했고, 야생의 돼지(멧돼지)도 같은 장소에 있었다. 서아시아 특히 북이라크는 이와 같이 야생의 곡물·동물을 쉽게 입수할 수 있는 지역이었다. 농경과 목축은 거의 동시에 기원전 6500년경 개시되었다.

## 같이 보기
- 파스토랄
- 개릿 하딘